# Quinzano
Quinzano es una localidad de la comarca Hoya de Huesca que pertenece al municipio de La Sotonera en la provincia de Huesca, en España. Situada en las llanuras que nacen junto a las faldas de las sierras de Loarre, Caballera y Gratal, su distancia a Huesca es de 22 km

## Toponimia
El topónimo Quizano puede derivar de las cerca de quince millas que separan la localidad con Huesca. Otra hipótesis señalaría al nombre romano de persona Quintos o Quintianus como origen del nombre (Ubieto Arteta). Por último, cabe destacar que se trate de un antropónimo derivado del nombre propio (Quinto, quizá) del señor romano propietario de la villa (G.Fatás y F.Marco).
En 1118 se registra por primera vez en un documento la localidad con la forma Quinçano.

## Historia
- Posible origen godo en torno al monasterio de San Pedro Séptimo (Durán  Gudiol)
- Desde 1204 hasta 1785, por lo menos, fue de la Orden del Hospital (Arroyo, División, p. 98; Durán, Geografía, p. 69; Labaña, p.52)
- En 1834 tenía Ayuntamiento propio
- En 1845, según Madoz, Quinzano tenía:
  - 40 casas
  - Ayuntamiento y cárcel
  - Escuela de instrucción primaria
  - 47 vecinos 291 almas
- 1970 - 1980 se fusionó con Bolea, Esquedas, Lierta y Plasencia del Monte para formar el nuevo municipio de La Sotonera, con capitalidad en Bolea

## Demografía
| Gráfica de evolución demográfica de Quinzano entre 1842 y 1970 |
| |
| Población de derecho según los censos de población del INE Población de hecho según los censos de población del INEEntre el censo de 1981 y el anterior, este municipio desaparece porque se agrupa en el municipio La Sotonera |

| 1970 | 2000 | 2001 | 2002 | 2003 | 2004 |
| ---- | ---- | ---- | ---- | ---- | ---- |
| 131  | 83   | 82   | 76   | 72   | 72   |

## Monumentos
- Iglesia parroquial dedicada a San Martín
  - Torre románica enhiesta sobre el resto del edificio reconstruido en el siglo XVIII
  - Nave de tres tramos terminada en ábside poligonal
  - Capiteles románicos
  - Conserva piezas de orfebrería de los siglos XVII y XVIII

## Para ver
- La plaza Barriete, con una fuente coronada por la escultura de un águila y zonas ajardinadas con oliveras y otros árboles, que da acceso al atrio de la iglesia de San Martín protegido por amplios soportales.
- La plaza Baja, rodeada de recias casonas, algunas con fachadas de piedra de arena y puertas adinteladas en arco de medio punto
- Fachadas con escudos familiares tallados en piedra
- Barranco de La Paúl donde afloran restos romanos
- Tumbas de laja medievales

## Personas célebres nacidas en Quinzano
- Sebastián Argüís Castán - Ilustre religioso de la Ínclita Orden de Malta en 1790.
- Ángel Gutiérrez Fanlo - Pintor contemporáneo, que nació el 23 de junio de 1936 y falleció en Pamplona en 1995. Forjado en la Escuela Superior de Bellas Artes de San Fernando, su vocación artística le lleva a matricularse en Grabado Calcográfico, asistiendo también a las clases libres de dibujo en el Círculo de Bellas Artes de Madrid. Influenciado por Vázquez Díaz y Valentín de Zubiaurre, da vitalidad y aplomo a la figura, que es su principal temática. Ha concurrido a numerosas exposiciones y se halla en posesión de gran cantidad de premios y galardones. Tiene obra expuesta en el Museo de Arte Moderno del Alto Aragón (Huesca) y en el Museo de Logroño.